# مصطفى علي (سياسي)
مصطفى علي محمد القيسي سياسي عراقي وقاضي ولد في محلة قنبر علي في بغداد عام 1900 وتوفي في بغداد عام 1980، وقد شغل مَنصب وزير العدلية (سميت لاحقا باسم وزارة العدل عام 1959) من عام 1958-1961 في حكومة عبد الكريم قاسم، الوزارة الستون والوزارة والوزارة الثانية والستون.

## سيرته
ولد في محلة قنبر علي في بغداد عام 1900، والده كان يعمل نجارا اشتهر بتصميم الشناشيل البغدادية، ومن أصدقاء جاسم البكر والد عبد الكريم قاسم المقربين. أما والدته فهي هي فاطمة بنت عبد الغني الدروبي شقيقة المؤرخ الشيخ إبراهيم عبد الغني الدروبي صاحب كتاب «البغداديون اخبارهم ومجالسهم».
أرسله والده إلى كتّاب جامع قنبر علي لتعلم القران الكريم ومباديء القراءة والكتابة حتى دخل المدرسة الحيدرية الابتدائية وقبل طالبا في الصف الثاني لمستواه المتقدم وذكائه. وتنقل بعدها في عدة مدارس حتى دخوله بعد الاحتلال البريطاني لبغداد عام 1917 مدرسة اسستها السلطات المحتلة باسم مدرسة المأمورين. وفي عام 1919 التحق بدار المعلمين، وكان من زملائه في الدار جمال الدين الآلوسي ورفائيل بطي وسعد صالح. وبعد تخرجه في دار المعلمين عام 1921 عين معلما في المدرسة الحيدرية الابتدائية التي سبق ان تتلمذ فيها.

## نشاطه السياسي في العهد الملكي
عندما قام الفريق بكر صدقي بانقلابه عام 1936 وإسقاط وزارة ياسين الهاشمي، قرر مصطفى علي خوض التجربة السياسية. فعندما أجريت الانتخابات النيابية رشح نفسه عن بغداد ففاز بها. وبعد مقتل بكر صدقي، قرر مصطفى علي الابتعاد عن السياسة.

## ثورة 14 تموز
في ليلة 13-14 تموز خرج هو وعائلته للتنزه في الحديقة التي تقع بين المقبرة الملكية ودار المعلمين الأبتدائية في منطقة الأعظمية ثم عاد إلى منزله في منطقة السفينة وفي الصباح الباكر فوجئ بأحدى قريباته تطرق باب بيته بشكل متواصل، وحكت له عن نبأ اندلاع الثورة وتعيينه وزيراً، وقال مُصطفى «توجهت في الحال إلى الوزارة»
استقال من منصب وزير العدل عام 1961 لأسباب صحية.

## توجهاته الفكرية
كان مع الأحزاب التقدمية المدافعة عن مصالح العمال والفلاحين والفقراء في المعركة الاجتماعية بين الأغنياء والكادحين وقد أيد العهد الجُمُهوري وثورة 14 تموز وأصبح وزيراً للعدل في حكومتها، وكان ضد الاستعمار البريطاني منذ ثورة العشرين ووقف مع السفور ضد الحجاب في الثلاثينيات.

## علاقته بعبد الكريم قاسم
كان قريباً من عبد الكريم قاسم وصديقاً له ولعائلته، وكذلك قريب من توجهاته التقدمية وقد أصبح معارضاً سلمياً وحيادياً فيما بعد واستقال من مجلس الوزراء بعد تزايد الضغوط، وفي ليلة انقلاب 8 شباط استقبله عبد الكريم قاسم وبقى معه إلى ساعة متأخرة من الليل ثم أوصله إلى داره عند الساعة الثانية مساءً وعاتبه الزعيم على ابتعاده عنه، واعتقل مصطفى علي في يوم 8 شباط 1963.

## وفاته
في 1 آذار 1980، أصيب بنوبة قلبية، نقل على إثرها إلى المستشفى وهو تحت غيبوبة ظلت ملازمته حتى فارق الحياة في مساء 4 آذار 1980، ودفن جوار قبر والدته في مقبرة الغزالي ببغداد.

## أعماله الأدبية والصحفية
أصدر مصطفى علي مجلة وصحيفة هما:
1. مجلة الصحيفة، أصدرها مع صديقه حسين الرحال يوم 28 كانون الأول 1924 وصدر عددها السادس والأخير في 20 أيار 1925
2. جريدة المعول، وهي صحيفة غير سياسية كان مصطفى علي صاحبها ومديرها المسؤول. صدر عددها الأول والوحيد يوم 19 ايلول 1930، فسرعان ما صادرت السلطة العدد بحجة نشرها قصيدة جريئة للرصافي انفردت الجريدة بنشرها، وهي قصيدة (السجايا فوق العلم)

من مؤلفاته:
1. دروس التاريخ، وضعه بالمشاركة ليدرس في المدارس الرسمية. وطبع ببغداد سنة 1923 .
2. رسم الخط العربي، رسالة صغيرة طبعت بنفقة مكتبة التجدد لصاحبها صديقه حقي بكر صدقي سنة 1930 .
3. في هامش السجل، كتاب من القطع الصغير طبع عام 1937 وهي مجموعة من مقالاته النشورة في جريدة العراق لصاحبها رزوق غنام خلال السنوات 1927 – 1928 بتوقيع مستعار هو (مسجل).
4. أدب الرصافي. طبع بالقاهرة عام 1947 وهو مجموعة ردوده على كتاب الدكتور بدوي طبانة عن الرصافي.
5. الرصافي، صلتي به ووصيته ومؤلفاته، الجزء الأول. قامت مكتبة المثنى ببغداد بنشره في القاهرة عام 1948.
6. إلى الحليفة الغضبى. رسالة صغيرة بتوقيع مستعار هو (معمر العدواني)، كتبها تمجيدا لوثبة بورت سموث عام 1948 وقد طبعها قاسم الرجب في القاهرة وأدخلها سرا إلى بغداد.
7. محاضرات عن معروف الرصافي. مجموعة من المحاضرات التي ألقاها على طلبة الدراسات الأدبية في معهد الدراسات العربية في الجامعة العربية سنة 1954.
8. جرائم مرت أمامي. مجموعة قصص واقعية عن ضحايا المجتمع استمدها من تجربته القضائية. طبع عام 1958.
9. ديوان الرصافي، شرح وتعليقات. صدر بخمسة أجزاء ضمن مطبوعات وزارة الثقافة والاعلام (1972 – 1978) ثم أعيد طبعه عام 1986.

أما مخطوطاته فهي:
1. المصطفيات، جمع فيه طائقة من مقالاته قام الأستاذ عبد الحميد الرشودي بجمعها واستنساخها له عام 1979 في أربعة دفاتر.
2. على شفير الأبدية، وهي سيرته الذاتية وانطباعاته كتبها عام 1952.
3. رسائل، وهي مجموعة رسائل أدبية أرسلها ألى صديق له عام 1933.
4. خطب الرصافي، هي مجموعة خطب الشاعر معروف الرصافي عندما كان نائبا في أربع دورات نيابية (1930 -1939)